# Юганская Обь
Юганская Обь — посёлок в Нефтеюганском районе, Ханты-Мансийского АО. С 2005 года входит в состав муниципального образования сельское поселение Усть-Юган.
Площадь МО в рамках утверждённых границ — 387,42 га.
Расстояние до административного центра п. Усть-Юган −17 км.
Расстояние до административного центра муниципального района города Нефтеюганск — 65 км.

## Население
Основное население посёлка — работники «Мостотряда». Старожилами Юганской Оби, приехавшими осваивать Север по праву называют Михайлову Р. Г., Сапронова Н. А., Колосницына Б. А., Цайтлера Н. С. и других.
Численность населения по состоянию на 01.01.2008г
| № | состав населения                                            | кол-во жителей (чел.) |
| - | ----------------------------------------------------------- | --------------------- |
| 1 | дошкольного возраста (до семи лет)                          | 98                    |
| 2 | школьники (от семи до семнадцати лет)                       | 192                   |
| 3 | молодёжь (до тридцати лет)                                  | 327                   |
| 4 | среднего возраста (от тридцати лет до пенсионного возраста) | 509                   |
| 5 | пенсионного возраста                                        | 313                   |
| 6 | Численность населения всего:                                | 1439                  |